# Sofía Sierra
Sofía Sierra (n. 6 de octubre de 1981, San Miguel de Tucumán, Argentina) es una emprendedora, licenciada en Comercialización y política argentina perteneciente al partido PRO - Propuesta Republicana que actualmente se desempeña como Diputada Provincial de la Provincia de Salta por el Departamento de la Capital.

## Biografía
Sofía nació el 6 de octubre de 1981 en San Miguel de Tucumán y luego se mudó a Salta donde cursó sus estudios primarios en la Escuela Parroquial Nuestra Señora de la Merced y los estudios secundarios en el Bachillerato Humanista Moderno. Realizó la Licenciatura en Comercialización en la Universidad Católica de Salta. 
Está casada con Iván Cornejo Gayán, con quien tiene dos hijas. 
Sofía trabajó como animadora de fiestas de manera particular, fue empleada comercial, tuvo una pasantía en el Call Center de Banco Macro y fue ejecutiva de cuentas del Hotel Patios de Cafayate y el Hotel Sheraton de Salta.

Entre 2014 y 2017 llevó adelante el proyecto propio "Milanesa Center" y "Coffe Center" un proyecto franquiciable y por el cual fue invitada a dar charlas por el éxito que tuvo.
Entre 2016 y 2018 "Cornejo y Sierra" también se dedicó a la construcción en seco.
En el año 2017 participa en política como candidata a diputada provincial en representación del PRO por el Departamento de la Capital en cuarto término detrás de Héctor Chibán, Eugenia Figueroa y Pedro Rumi. Los resultados obtenidos solo alcanzaron para que Chibán acceda a la Cámara baja provincial.
Trabajó y realizó distintas capacitaciones para poder emprender con algunas organizaciones no gubernamentales como JCI, TECHO y la Universidad Católica de Salta. 
En el año 2019 forma parte del equipo de trabajo del gobierno provincial. Sierra juró en diciembre de ese año como Subsecretaria de Desarrollo y Competitividad Turística dentro del Ministerio de Turismo y Deportes que comandaba Mario Peña.
Renunció a su puesto en el gobierno provincial en mayo de 2021 para ser candidata a diputada provincial en las filas de Juntos por el Cambio + por detrás de Roque Cornejo el candidato en primer término perteneciente al partido Ahora Patria. 
El 15 de agosto la lista encabezada por Roque Cornejo fue la tercera  lo que equivalió a la obtención de dos bancas para el espacio por lo tanto Sofía fue elegida para desempeñarse como diputada provincial por el periodo 2021-2025.
Sofía juró el 24 de noviembre de 2021 como diputada provincial y conformó el monobloque PRO. Conformó la comisión de educación, entre otras.
En 2023 fue una de las posibles candidatas a vicegobernadora de Juntos por el Cambio pero su rechazo a la incorporación de Matías Posadas a JxC sepultó esas posibilidades. También sonó como una posible candidata en las elecciones nacionales pero tampoco terminó prosperando. Fue la única diputada que votó en contra del artículo 50 de un proyecto de ley anticonstitucional y represor que buscaba censurar la libertad de expresión creando una contravención excarcelable para aquellos que atacasen la honra de funcionarios públicos.[cita requerida]

## Historial electoral
|  | 4,01 % |

|  | 6,51 % |

|  | 13,96 % |